# باولينيو دا كوستا
باولينيو دا كوستا (تلفظ برتغالي: ‎/pawˈliɲu dɐ ˈkɔʃtɐ/‏</link> ولد في 31 مايو 1948 هو عازف إيقاع برازيلي و هو أحد أكثر الموسيقيين تسجيلا في العصر الحديث. بدأ حياته المهنية كموسيقي سامبا في البرازيل، ثم انتقل إلى الولايات المتحدة في أوائل السبعينيات وعمل مع قائد الفرقة البرازيلية سيرجيو مينديز . واستمر في الأداء مع العديد من موسيقيي البوب والروك والجاز الأمريكيين وشارك في آلاف الألبومات. وصفته مجلة DownBeat (متشائم) بأنه "أحد أكثر عازفي الإيقاع موهبة في عصرنا".  لعب على ألبومات مثل أيرث، ويند أند فايرو I Am و مايكل جاكسون ثريلر و مادونا أزرق صحيح و سيلين ديون 'لنتكلم عن الحب Let's Talk About Love ، بالإضافة إلى الأغاني الفردية والموسيقى التصويرية للأفلام، بما في ذلك Saturday Night Fever و Dirty Dancing . و المطر الأرجواني من بين أمور أخرى. قام أيضًا بجولة مع ديانا كرال . يعزف على أكثر من 200 أداة بشكل احترافي، وعمل في مجموعة متنوعة من أنواع الموسيقى بما في ذلك البرازيلية والبلوز والمسيحية والكانتري والديسكو والإنجيل والهيب هوب والجاز واللاتينية والبوب والإيقاع والبلوز والروك والسول والموسيقى العالمية . تم توقيعه على تسجيلات بابلو الخاصة بـ Norman Granz لثلاثة من ألبوماته المنفردة ، Agora و Happy People و Sunrise بالإضافة إلى Breakdown . حصل دا كوستا على جائزة أفضل لاعب من الأكاديمية الوطنية للفنون والعلوم التسجيلية لمدة ثلاث سنوات متتالية. كما حصل على جائزة الموسيقيين الفخريين. 

## العروض
- 1973-1976 – سيرجيو مينديز والبرازيل '77
- 1977 – مهرجان مونترو لموسيقى الجاز (مع فرقة دا كوستا) [4]
- 1984 – مهرجان بلاي بوي للجاز (مع السترات الصفراء) [5]
- 1987 – حفل توزيع جوائز موسيقى قطار الروح السنوي الأول (مع جورج ديوك، ديفيد سانبورن، جورج بنسون)
- 1988 - روزماري كلوني "تحية المغنيين لكتاب الأغاني" دوروثي تشاندلر بافيليون [6]
- 1990 – لي ريتنور والأصدقاء – مباشر من بستان جوز الهند [7]
- 1990 - أداء منفعة مؤسسة الغابات المطيرة في منزل تيد تشايلد (ستينج، بول سايمون، دون هينلي، بروس سبرينغستين، بروس هورنسبي، هيربي هانكوك، برانفورد مارساليس)
- 1990 – نيلسون مانديلا – تحية دولية لجنوب أفريقيا الحرة [8]
- 1992 – مركز الموسيقى، دوروثي تشاندلر بافيليون، (قائد فرقة لالو شيفرين)
- 1993 – مهرجان مونترو لموسيقى الجاز (جورج ديوك، آل جارو) [9]
- 1994 – حفل مركز كينيدي للأمريكتين مع كوينسي جونز كجزء من قمة نصف الكرة الأرضية لجميع رؤساء الأمريكتين، 34 دولة، 150 فنانًا [10]
- 1995 – تحية لتوم جوبيم، أفيري فيشر هول، مركز لينكولن (لي ريتينور، جواو جيلبرتو، كايتانو فيلوسو) [11]
- 1996 - تكريم فرقة Lalo Schifrin Big Band Schifrin لـ Dizzy Gillespie - "The Gillespiana Suite"
- 1997 – حفل الأغاني والرؤى، استاد ويمبلي (توني هولينجسورث، ستيوارت ليفين، رود ستيوارت، جون بون جوفي سيل ماري جي بليج)
- 2001 – جولة إيريك كلابتون [12]
- 2001 - ديانا كرال، تعيش في باريس، أولمبيا
- 2006 – حفل جي سي بيني جام لأطفال أمريكا (دكتور فيل، ديفيد فوستر) [13]
- 2008 – مهرجان مونترو لموسيقى الجاز (الذكرى الخامسة والسبعون لتأسيس كوينسي) [14]
- 2008 – ديانا كرال تعيش في ريو [15]
- 2010 – مهرجان مونترو لموسيقى الجاز (كوينسي جونز ونجوم جلوبال جامبو) [16]
- 2010 – عقود هيربي هانكوك السبعة في Hollywood Bowl [17]
- 2012 – مهرجان موازين إيقاعات العالم بالرباط، المغرب [18]
- 2013 – حفل قوة الحب، مركز كليفلاند كلينيك لو روفو، إم جي إم (ستيفي ووندر، جينيفر هدسون، تشاكا خان، بونو، كريس تاكر، إيمي بوهلر، أرسينيو هول، ووبي غولدبرغ) [19]